# CirkArena
CirkArena je rozestavěné výzkumně-vývojové centrum pro cirkulární ekonomiku v Třinci. Centrum má soustřeďovat vědecké a inovační týmy. 

## Vývoj centra
Centrum vyroste na místě již nevyužívané hokejové haly, jako jeden ze strategických projektů, jenž má kompenzovat nedostatek pracovních míst způsobený ukončením těžby uhlí. Na jeho samotném začátku v roce 2022 projekt podpořili i zastupitelé statutárního města Třinec. 7. února 2025 byla podepsaná smlouva se zhotovitelem stavby, ta začne v létě 2025.

## Harmonogram projektu
Zdroj:
- 2021 - 2022 – příprava projektové žádosti
- 2023 – podání projektové žádosti a příprava projektové dokumentace DUR
- 01 - 06/2024 – získání pravomocného ÚR, příprava VŘ Design&Build
- 07/2024 - 03/2025 – výběr zhotovitele stavby formou Design&Build
- 04/2025 - 12/2027 – realizace stavby, vybavení centra
- 2023 - 2027 – sestavení výzkumných týmů a nábor zaměstnanců
- 2028 – zahájení plného provozu výzkumného centra